# State of Euphoria
State of Euphoria – czwarty album studyjny thrashmetalowego zespołu Anthrax, wydany 18 września 1988 roku (w USA).

## Skład
- Joey Belladonna – śpiew
- Scott Ian – gitara elektryczna
- Dan Spitz – gitara elektryczna
- Frank Bello – gitara basowa
- Charlie Benante – perkusja
- Carol Freedman – wiolonczela

## Lista utworów
1. "Be All, End All" – 6:22
2. "Out of Sight, Out of Mind" – 5:13
3. "Make Me Laugh" – 5:41
4. "Antisocial" – 4:27 (cover zespołu Trust)
5. "Who Cares Wins" – 7:35
6. "Now It's Dark" – 5:34
7. "Schism" – 5:27
8. "Misery Loves Company" – 5:40
9. "13" – 0:49
10. "Finale" – 5:47

## Wydania
- W Japonii wydany również jako podwójny album winylowy z dołączoną bandaną. Można także spotkać płyty z trzema bonusowymi wersjami utworu – "I'm the man" i jeszcze jedną piosenką, mianowicie "Caught in a mosh".

## Single z tego albumu
- Antisocial
- Make Me Laugh

## Pozycje na listach
| Lista         | Kraj              | Pozycja |
| ------------- | ----------------- | ------- |
| Billboard 200 | Stany Zjednoczone | 30      |